# Les Germes de la destruction
Les Germes de la destruction (Hellboy: Seeds of destruction) est le premier tome de la série de bande dessinée Hellboy.

## Synopsis
Au large de l'Écosse, les membres du projet nazi Ragnarök essaient de réveiller le dragon Ogdru Jahad. Par ses invocations, le sorcier Grigori Raspoutine fait apparaître sur Terre le petit Hellboy, qui est recueilli par l'armée américaine et élevé par le professeur Trevor Bruttenholm, Directeur du Bureau de Défense et de Recherche sur le Paranormal.
Des années plus tard, Bruttenholm revient d'une expédition et meurt de sa rencontre avec un monstre-grenouille. Hellboy tue le monstre et décide d'enquêter sur l'expédition Cavendish, avec l'aide d'Abe Sapien et de Liz Sherman. Il découvre alors que Raspoutine est vivant, et toujours décidé à utiliser ses puissants pouvoirs pour libérer l'Ogdru Jahad...
À l'issue de leur confrontation, on découvre dans les ruines d'un château que les membres du projet Ragna Rok étaient en stase et sont libérés.

## Commentaires
- Cette première histoire installe immédiatement les éléments qui fondent l'univers d'Hellboy : les origines du héros, le projet Ragna Rok, le dragon Ogdru Jahad, les sept bêtes et l'invasion de grenouilles qui sera l'objet de plusieurs arcs de la série BPRD.
- Deux histoires courtes complémentaires voient Hellboy combattre le dieu Égyptien Anubis et le criminel nazi Herman Von Klempt, qui réapparaîtra à plusieurs reprises dans la série.
- Le livre est notamment dédié aux sources d'inspirations de l'auteur, Jack Kirby et H. P. Lovecraft.
- Le volume commence par une introduction de Robert Bloch et se clôt par une galerie d'illustration de grands noms de la bande dessinée (Arthur Adams, Frank Miller...).

## Publications
- 1994 : Hellboy: Seeds of destruction (Dark Horse Comics)
- 1994 : Les Germes de la destruction (Dark Horse France) : première édition en français
- 2002 : Les Germes de la destruction (Delcourt)

## Prix et récompenses
1995 : Prix Eisner du meilleur recueil

## Adaptation cinématographique
Ce comics sert de base principale au film Hellboy de Guillermo del Toro, sorti en 2004.

### Documentation
- Fabien Tillon, « Hell Émois », BoDoï, no 52,‎ mai 2002, p. 12.